# Boucle de l'Artois
La Boucle de l'Artois est une course cycliste par étapes française disputée dans le Pas-de-Calais. Créée en 1990, c'était une épreuve en ligne amateur jusqu'en 2004, à l'exception de l'édition 1997 qui figurait au calendrier de l'Union cycliste internationale en catégorie 1.5. Elle a intégré l'UCI Europe Tour en 2005, en catégorie 1.2. En 2008, la Boucle de l'Artois est devenue une course par étapes, en catégorie 2.2. En 2010, elle réintègre le calendrier national, et fait partie de la Coupe de France des clubs.
L'édition 2020 est annulée en raison de la pandémie de Covid-19. C'est également le cas en 2021.

## Palmarès
| Année     | Vainqueur              | Deuxième               | Troisième              |
| --------- | ---------------------- | ---------------------- | ---------------------- |
| 1990      | William Pérard         | Laurent Eudeline       | Éric Lavaud            |
| 1991      | Jean-François Laffillé | Franck Morelle         | Philippe Lauraire      |
| 1992      | Laurent Davion         | Jean-François Laffillé | Claude Lamour          |
| 1993      | Didier Faivre-Pierret  | Michel Lallouët        | Hervé Boussard         |
| 1994      | Danny In 't Ven        | Franck Morelle         | Fabrice Naessens       |
| 1995      | Jean-François Laffillé | Laurent Lefèvre        | Jean-Michel Thilloy    |
| 1996      | Jean-Michel Thilloy    | Marc Streel            | Alexei Nakazny         |
| 1997      | Christophe Detilloux   | Carlo Meneghetti       | Franck Morelle         |
| 1998      | Jean-Michel Thilloy    | Ludovic Vanhée         | Jean-Claude Thilloy    |
| 1999      | Jean-Michel Thilloy    | Jean-Claude Thilloy    | Gaël Moreau            |
| 2000      | Lénaïc Olivier         | Renaud Dion            | Stéphane Auroux        |
| 2001      | Christophe Laurent     | Guillaume Laloux       | Carlo Meneghetti       |
| 2002      | Noan Lelarge           | Mattias Carlsson       | Takehiro Mizutani      |
| 2003      | Koen Das               | Renzo Mazzoleni (it)   | Frédéric Mille         |
| 2004      | Jussi Veikkanen        | Kenny De Block         | Yann Pivois            |
| 2005      | Jérôme Bouchet         | David Tanner           | Alexandre Sabalin      |
| 2006      | Alexander Khatuntsev   | Sergey Kolesnikov      | Médéric Clain          |
| 2007      | Andrey Klyuev          | René Jørgensen         | Michael Reihs          |
| 2008      | Timofey Kritskiy       | Thomas Bodo            | Martin Mortensen       |
| 2009      | Sergey Firsanov        | Dimitri Champion       | Frank Vandenbroucke    |
| 2010      | Evaldas Šiškevičius    | Julien Belgy           | Kévin Lalouette        |
| 2011      | Pierre-Luc Périchon    | Samuel Plouhinec       | Romain Guillemois      |
| 2012      | Sylvain Blanquefort    | Maxime Daniel          | Benoît Sinner          |
| 2013      | Fredrik Ludvigsson     | Berden de Vries        | André Steensen         |
| 2014      | Thibault Nuns          | Nico Denz              | Bruno Armirail         |
| 2015      | Håvard Blikra          | Andris Smirnovs        | Charálampos Kastrantás |
| 2016      | Yoann Paillot          | Nans Peters            | Dylan Kowalski         |
| 2017      | Benjamin Dyball        | Samuel Plouhinec       | Piotr Havik            |
| 2018      | Romain Bacon           | Fabien Schmidt         | Adrià Moreno           |
| 2019      | Louis Louvet           | Sten Van Gucht         | Maxime Chevalier       |
| 2020-2021 | annulé                 |                        |                        |
| 2022      | Benjamin Marais        | Antoine Devanne        | Bastien Tronchon       |
| 2023      | Pierre Thierry         | Kaden Hopkins          | Antonin Souchon        |
| 2024      | Bjoern Koerdt          | Léandre Huck           | Louis Coqueret         |
| 2025      | Lewis Bower            | Matthew Fox            | Sebastian Putz         |